# Maciej Hen
Maciej Hen (ur. 13 czerwca 1955 w Warszawie) – polski pisarz, tłumacz, operator, reżyser filmów dokumentalnych, scenarzysta filmowy, fotograf, muzyk rockowy i folkowy oraz aktor, pochodzenia żydowskiego.

## Życiorys
Jest synem pisarza, Józefa Hena i Ireny Lebewal. Uczęszczał do Państwowego Liceum Sztuk Plastycznych w Warszawie. W 1979 ukończył studia na Wydziale Operatorskim i Realizacji Telewizyjnej w Państwowej Wyższej Szkole Filmowej, Telewizyjnej i Teatralnej w Łodzi. W 2016 za powieść Solfatara otrzymał Nagrodę Literacką im. Witolda Gombrowicza. Jest autorem artykułów publikowanych w „Gazecie Wyborczej”.

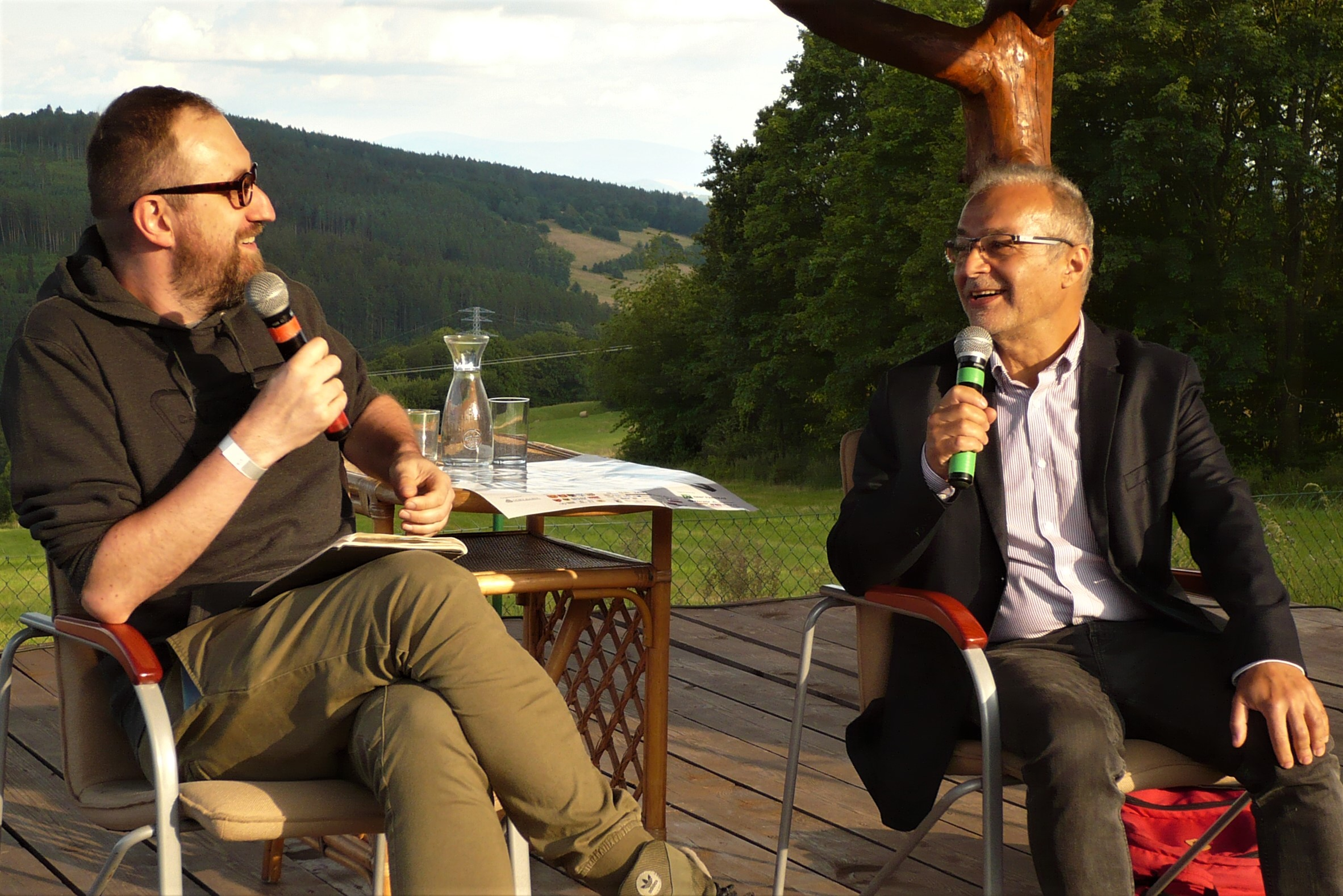
Maciej Hen (P), VI Góry Literatury, 2020
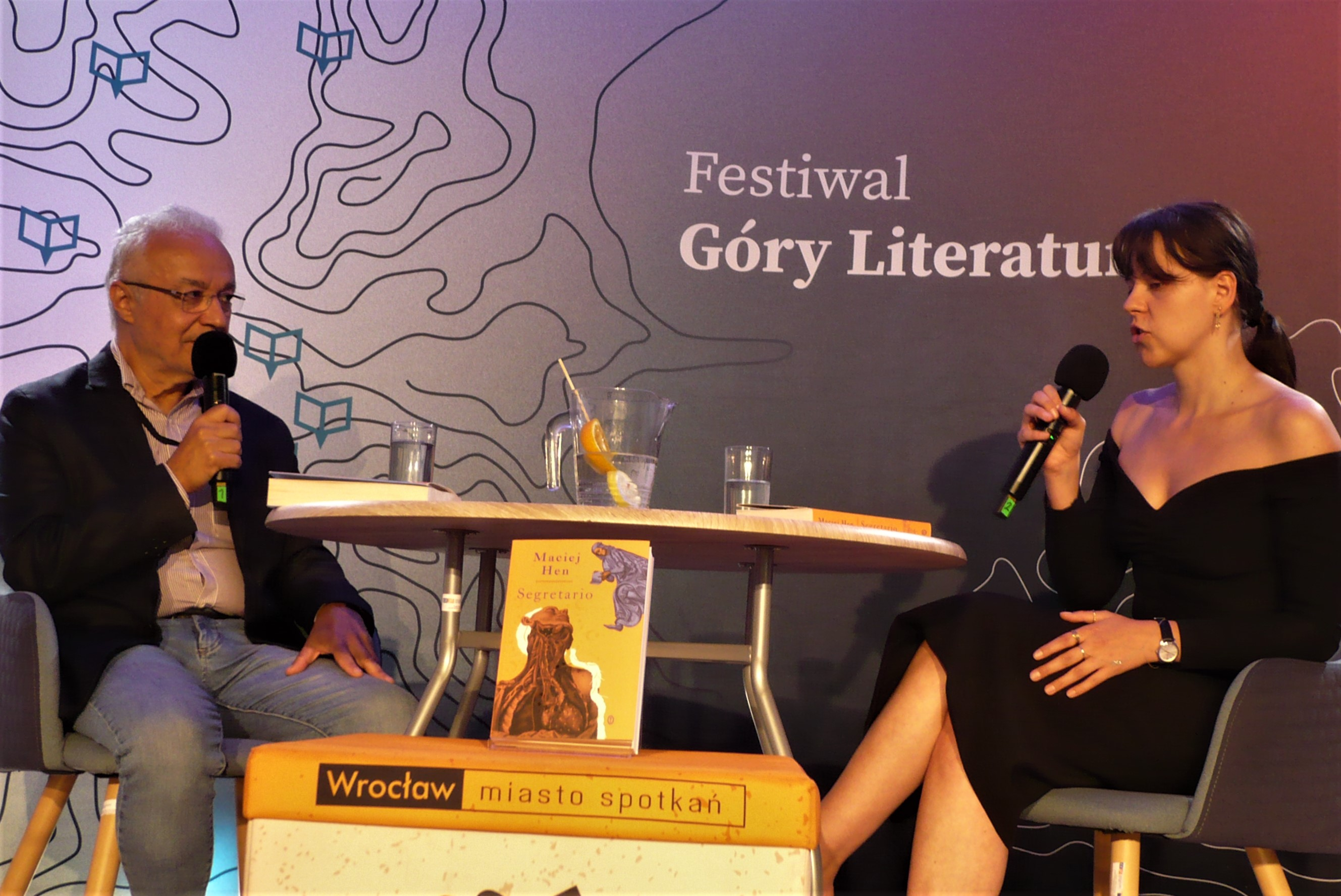
M. Hen, IX Festiwal Góry Literatury, 2023

## Twórczość
Powieści
- 2004: Według niej (pod ps. Maciej Nawariak[9]) Wydawnictwo Due, Warszawa, ISBN 83-920561-0-8[10]

(wydanie brytyjskie w tłumaczeniu Anny Błasiak, Holland House Books, 2022, ISBN 978-1-910688-66-3)
- 2015: Solfatara, W.A.B, Warszawa, ISBN 978-83-280-2081-8[11]
- 2019: Deutsch dla średnio zaawansowanych, Wydawnictwo Literackie, Kraków, ISBN 978-83-08-06878-6[12]
- 2021: Beatlesi w Polsce, Wydawnictwo Agora, Warszawa, ISBN 978-83-268-3670-1[13]
- 2023: Segretario, Wydawnictwo Literackie, Kraków, ISBN 978-83-08-08055-9[14]
- 2025: Tratwa z pomarańczami[15], Wydawnictwo Filtry, Warszawa, ISBN 978-83-68180-61-9

Filmografia
- 1962: Jadą goście jadą... – aktor[1]
- 1968: Dzieci z naszej szkoły – aktor[1]
- 1984: Rozalka Olaboga – współpraca operatorska[1]
- 1986: Z nakazu serca i rozumu – zdjęcia[1]
- 1991: Pogranicze w ogniu – aktor[1]
- 1998: Sprawa Martyniki – scenariusz[1]
- 2006: Fotografie mojego taty[16] – reżyseria, zdjęcia i muzyka
- 2008: Mata Hari znad Wisły – reżyseria, częściowo zdjęcia
- 2013: Zdjęcie od Nasierowskiej, czyli życie wielokrotnie spełnione – zdjęcia[1]